# Ribes americanum
Ribes americanum är en ripsväxtart som beskrevs av Philip Miller. Ribes americanum ingår i släktet ripsar, och familjen ripsväxter. Inga underarter finns listade i Catalogue of Life.

## Bildgalleri

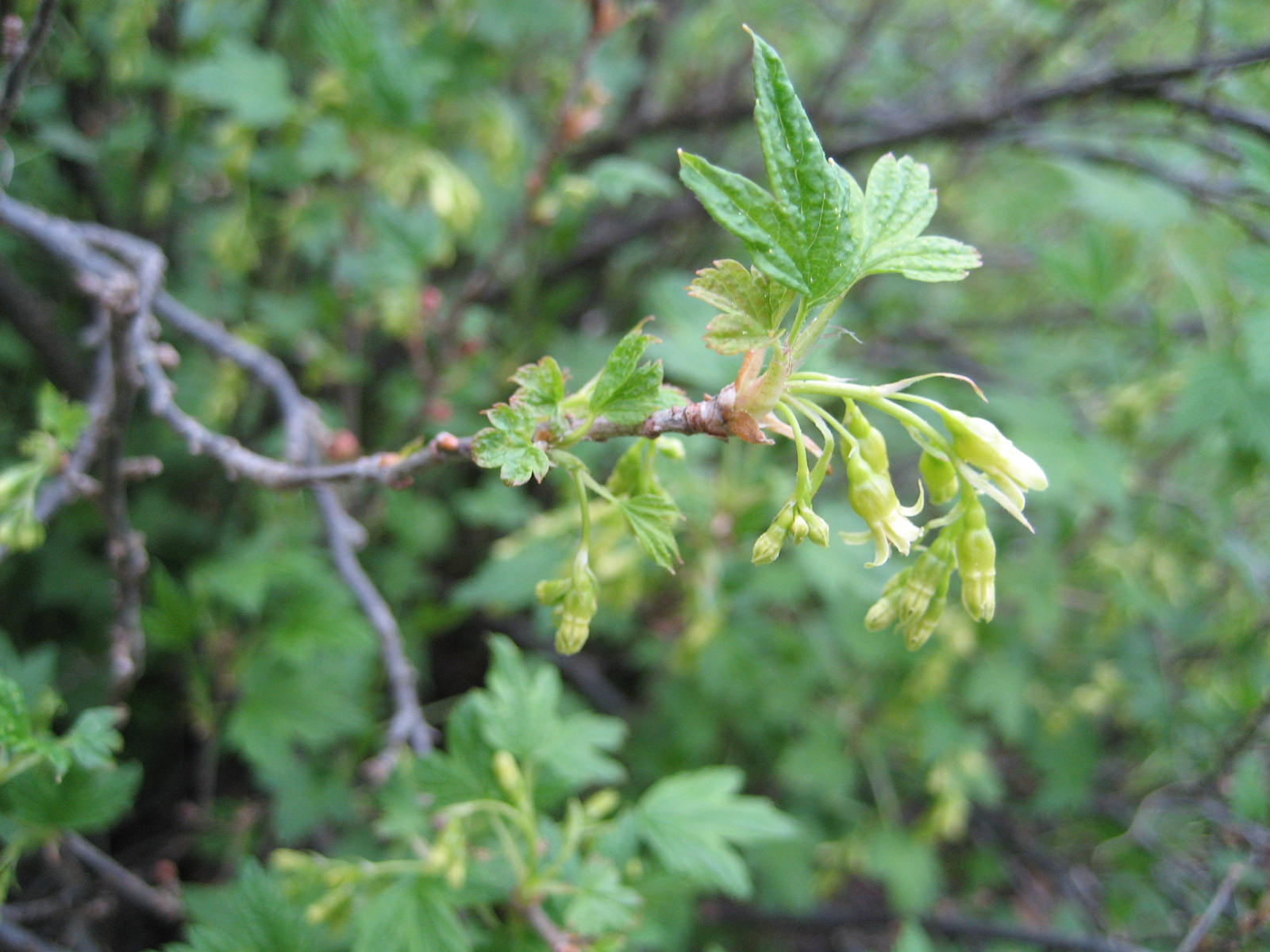
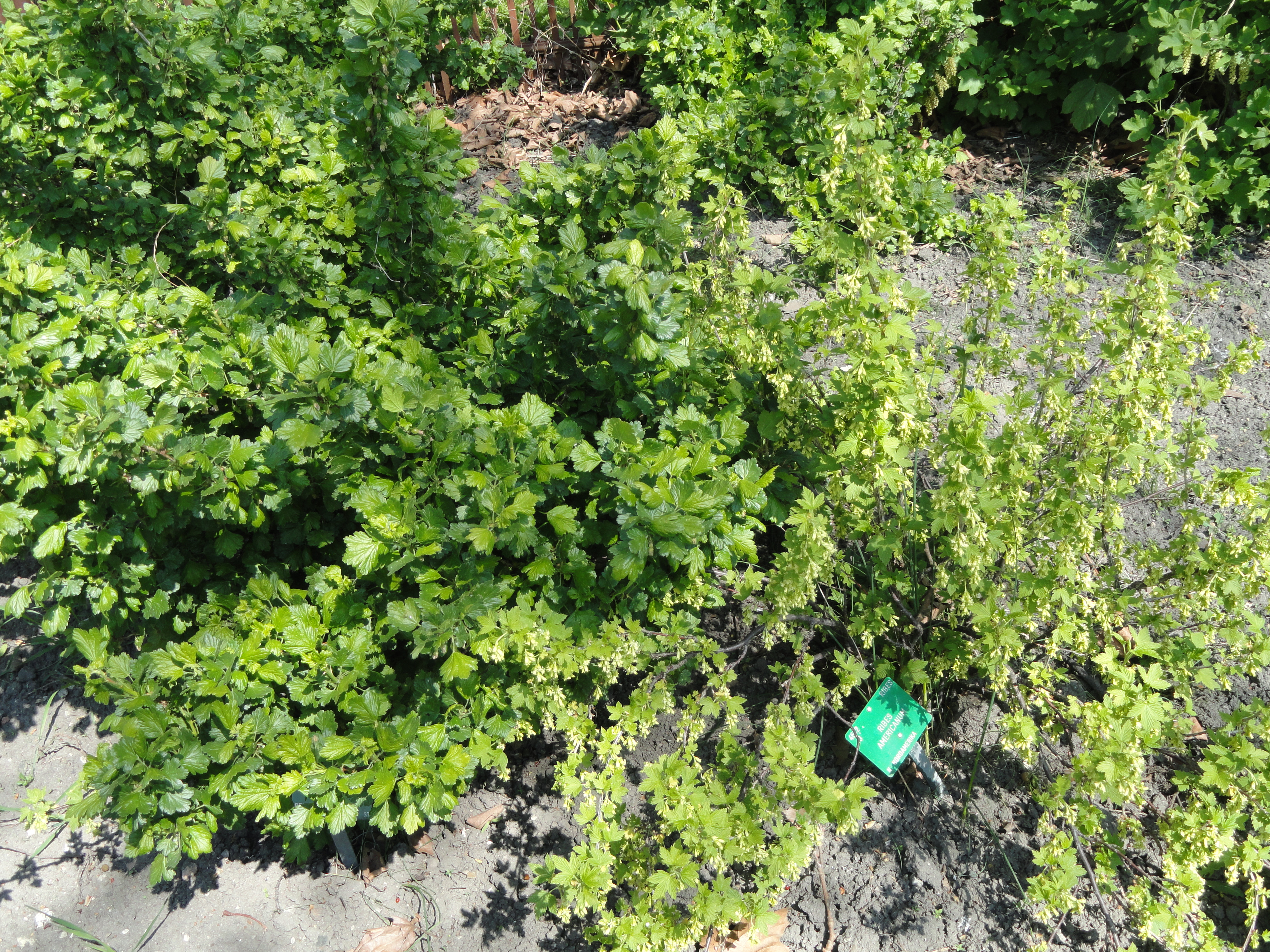
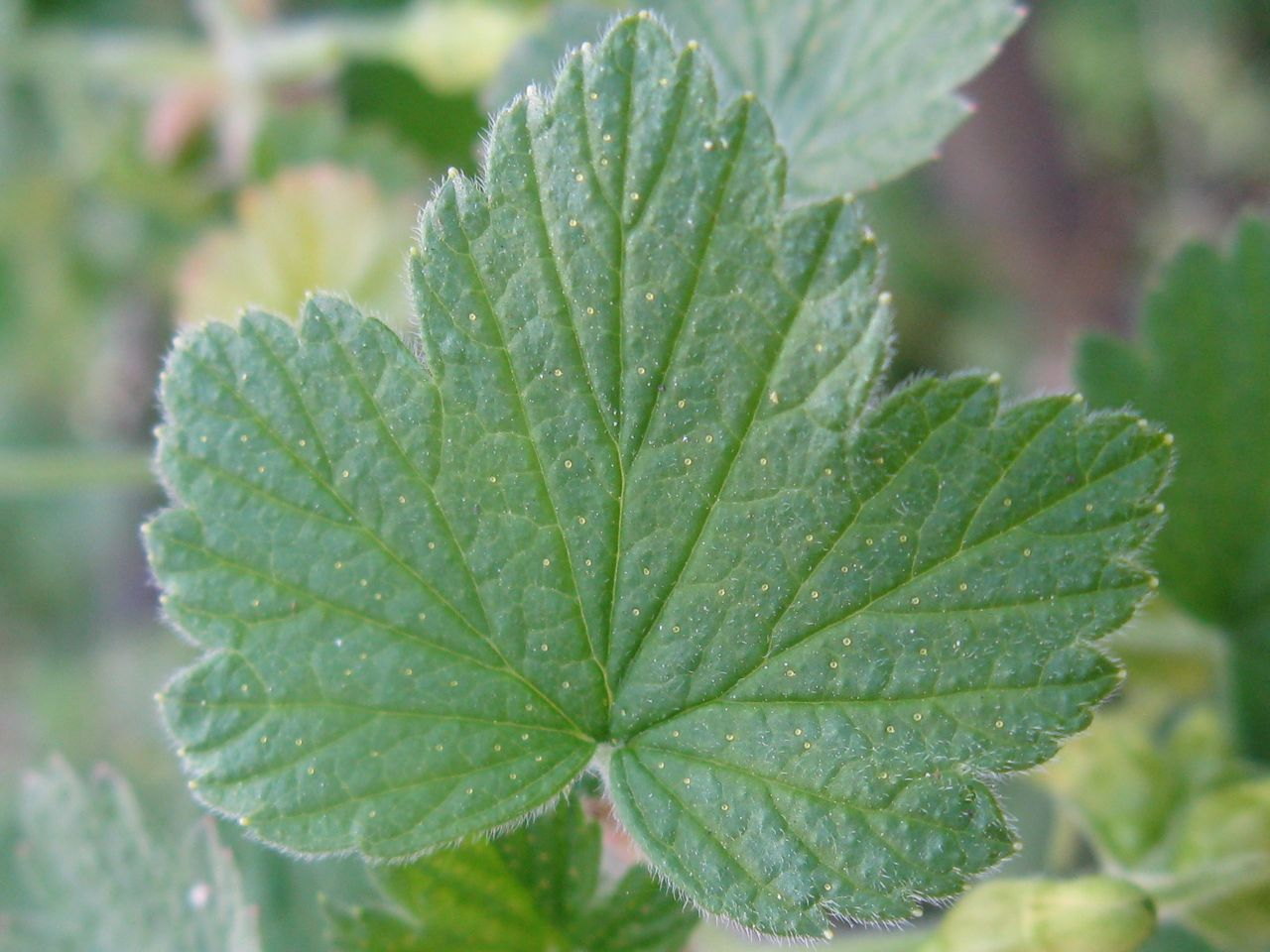
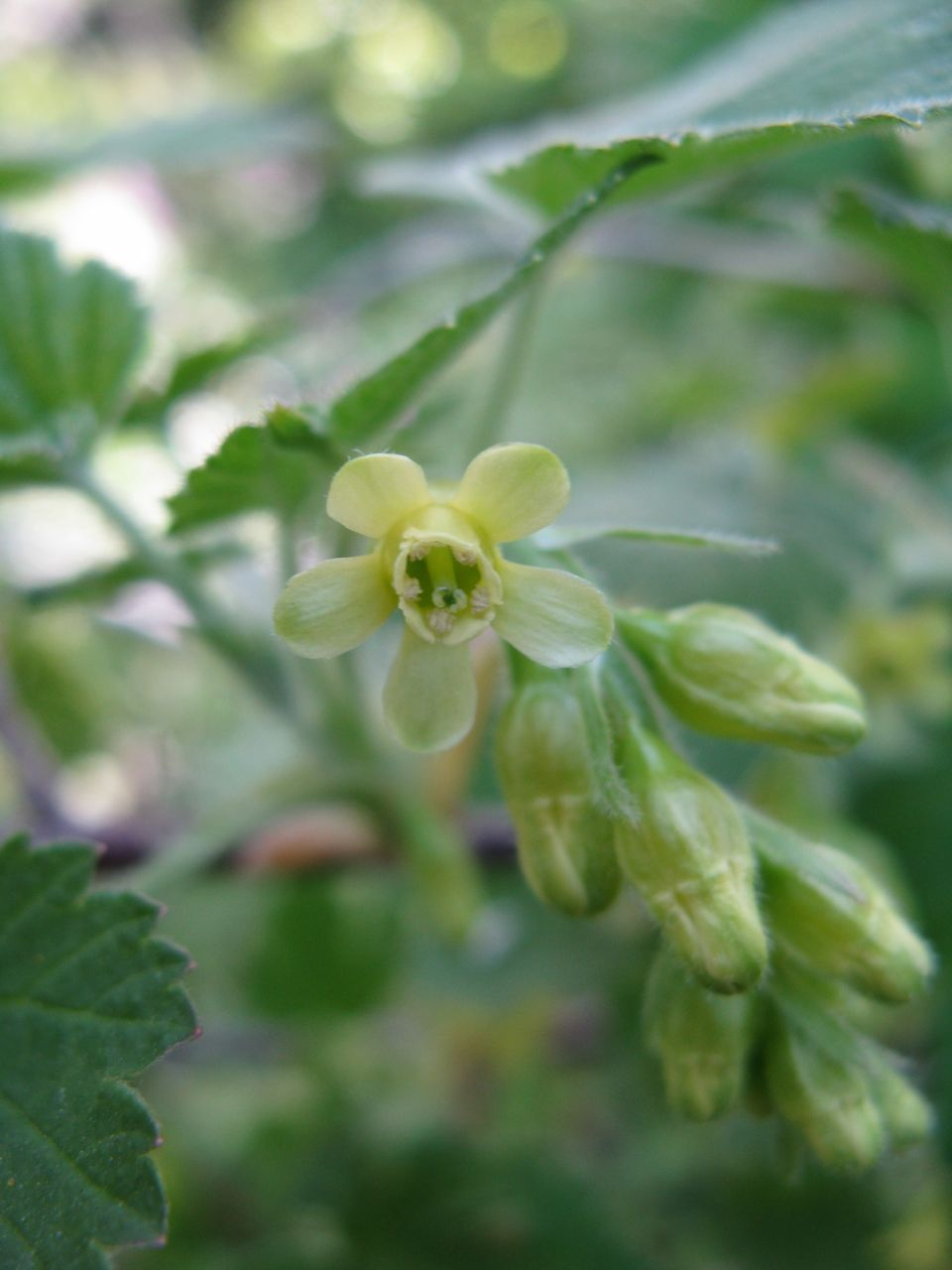
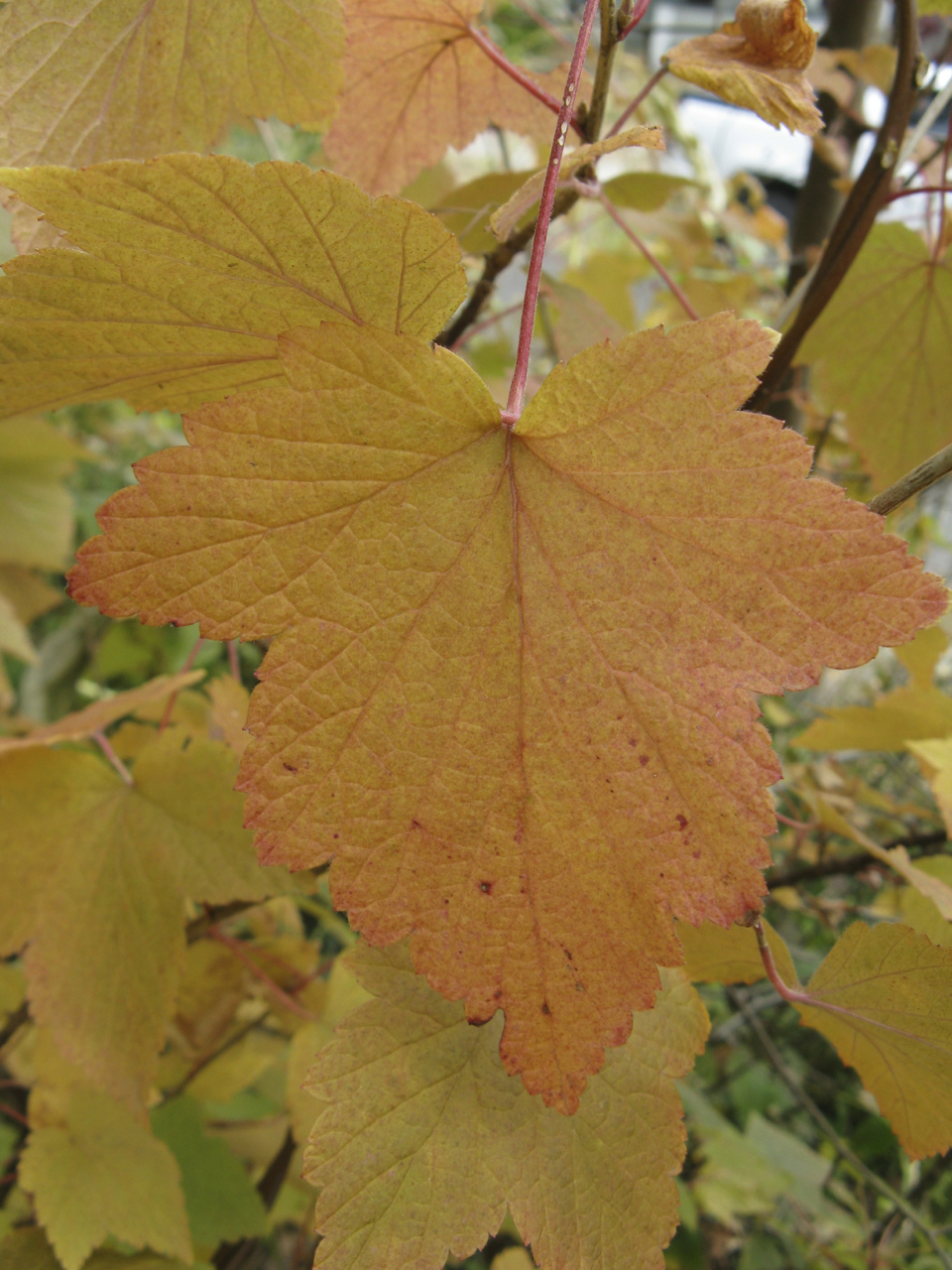
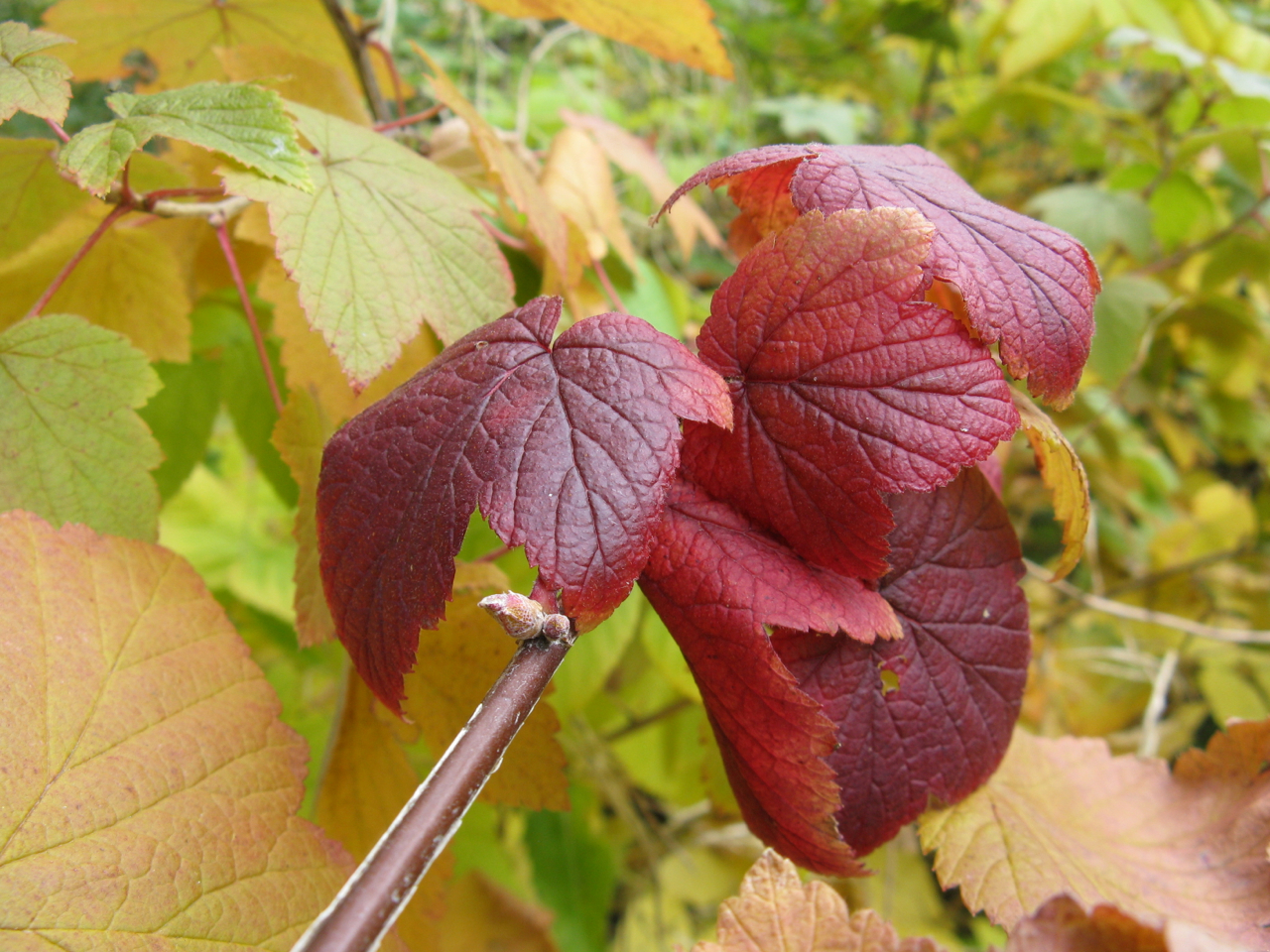